# Rose Hill, Kansas
Rose Hill är en ort i Butler County i Kansas. Vid 2020 års folkräkning hade Rose Hill 4 185 invånare.